# Президенты (серия марок США)
«Президентский выпуск» (англ. "Presidential Issue"; расхожее сокращённое название среди коллекционеров — "Prexies", то есть «Президенты») — серия из 32 стандартных почтовых марок (Sc #803—834), которая вышла в США в 1938 году, с последующей допечаткой части марок в 1939 году (Sc #839—851).

## Краткое описание
В серии, в виде изображений небольших бюстов, были представлены первые 29 американских президентов — от Джорджа Вашингтона до Калвина Кулиджа, то есть умерших на момент издания серии.
Кроме того, ещё на трёх выпущенных марках были изображены Бенджамин Франклин (½ цента), Марта Вашингтон (1½ цента) и Белый дом (4½ цента).
Марки номиналами от ½ до 50 центов были выполнены в одном цвете, специфическом для каждой миниатюры.
Рисунки марок наиболее высоких номиналов (1, 2 и 5 долларов) были чёрными на белом фоне и с цветными надписями.

## Конкурс дизайна
22 июня 1937 года Министерство финансов США объявило о национальном конкурсе дизайна для новой серии почтовых марок, который проводился до 15 сентября 1937 года. В комитет, который должен был выбирать лучшие работы, были приглашены люди с филателистическими знаниями и художественными способностями.
Первым трём лучшим дизайнерам были назначены призы на сумму 500, 300 и 200 долларов, соответственно.
Конкурс выиграла Элейн Роулинсон (Elaine Rawlinson) из Нью-Йорка, второе место занял Чарльз Бауэр (Charles Bauer) из Вест-Оринджа, штат Нью-Джерси, а третье досталось Эдвину Хойту Остину (Edwin Hoyt Austin) из Делмара, штат Нью-Йорк.

## Выпущенные марки
Номера по каталогу Скотта, номинал, изображение и дата выпуска в 1938 году.
- Скотт 803 — ½ ¢, Бенджамин Франклин — 19 мая
- Скотт 804 — 1 ¢, Джордж Вашингтон — 25 апреля
- Скотт 805 — 1½ ¢, Марта Вашингтон — 5 мая
- Скотт 806 — 2 ¢, Джон Адамс — 3 июня
- Скотт 807 — 3 ¢, Томас Джефферсон — 16 июня
- Скотт 808 — 4 ¢, Джеймс Мэдисон — 1 июля
- Скотт 809 — 4½ ¢, Белый дом — 11 июля
- Скотт 810 — 5 ¢, Джеймс Монро — 21 июля
- Скотт 811 — 6 ¢, Джон Куинси Адамс — 28 июля
- Скотт 812 — 7 ¢, Эндрю Джексон — 4 августа
- Скотт 813 — 8 ¢, Мартин Ван Бюрен — 11 августа
- Скотт 814 — 9 ¢, Уильям Генри Гаррисон — 18 августа
- Скотт 815 — 10 ¢, Джон Тайлер — 2 сентября
- Скотт 816 — 11 ¢, Джеймс Нокс Полк — 8 сентября
- Скотт 817 — 12 ¢, Закари Тейлор — 14 сентября
- Скотт 818 — 13 ¢, Миллард Филлмор — 22 сентября
- Скотт 819 — 14 ¢, Франклин Пирс — 6 октября
- Скотт 820 — 15 ¢, Джеймс Бьюкенен — 13 октября
- Скотт 821 — 16 ¢, Абрахам Линкольн — 20 октября
- Скотт 822 — 17 ¢, Эндрю Джонсон — 27 октября
- Скотт 823 — 18 ¢, Улисс Грант — 3 ноября
- Скотт 824 — 19 ¢, Резерфорд Хейз — 10 ноября
- Скотт 825 — 20 ¢, Джеймс Гарфилд — 10 ноября
- Скотт 826 — 21 ¢, Честер Артур — 22 ноября
- Скотт 827 — 22 ¢, Гровер Кливленд — 22 ноября
- Скотт 828 — 24 ¢, Бенджамин Гаррисон — 2 декабря
- Скотт 829 — 25 ¢, Уильям Мак-Кинли — 2 декабря
- Скотт 830 — 30 ¢, Теодор Рузвельт — 8 декабря
- Скотт 831 — 50 ¢, Уильям Тафт — 8 декабря
- Скотт 832 — $1, Вудро Вильсон — 29 августа
- Скотт 833 — $2, Уоррен Гардинг — 29 сентября
- Скотт 834 — $5, Калвин Кулидж — 17 ноября

Допечатка 1939 года
В 1939 году были дополнительно отпечатаны 13 рулонных марок номиналами в 1 (Sc #839, 848), 1½ (Sc #840, 849), 2 (Sc #841, 850), 3 (Sc #842, 851), 4 (Sc #843), 4½ (Sc #844), 5 (Sc #845), 6 (Sc #846) и 10 центов (Sc #847) с теми же рисунками, что и соответствующие марки 1938 года.

## Филателистическая ценность
Многие номиналы были указаны только для того, чтобы на марках были представлены все президенты США, и совсем не обязательно соответствуют почтовым тарифам. Из-за этого одной из сложных задач, решаемых коллекционерами «Президентов», является, к примеру, поиск конверта с одной маркой номиналом в 16 центов для оплаты комбинации почтовых тарифов, действовавших в период хождения «президентских» марок. Многие из таких конвертов ещё предстоит найти: некоторые продавцы филателистических материалов на интернет-аукционе eBay с удивлением узнавали, что за простой, на первый взгляд, конверт с маркой предлагают несколько сотен долларов именно в силу того, что это как раз такой случай.